# 22 décembre 1973

## Naissances
- Annie Pelletier, plongeuse québécoise
- Alan Thompson, footballeur anglais
- Traci Dinwiddie, actrice américaine
- Abdolreza Kahani, cinéaste iranien
- Sarina Paris, chanteuse canadienne
- Kaar Kaas Sonn, chanteur tchadien

## Décès
- Irna Phillips (née le 1er juillet 1901), actrice américaine
- Virgil Exner (né le 24 septembre 1909, designer automobile américain
- Else von Richthofen, née le 8 octobre 1874, chercheuse en science sociale

## Autres événements
- Création du régime de retraite des employés du gouvernement canadien
- Franz Klammer remporte la descente de Schladming pour la Coupe du monde de ski alpin 1974
- Sortie espagnole du film La chica del Molino Rojo
- Une Caravelle affrétée par Royal Air Maroc s'écrase et fait 106 morts.
- Le gouvernement japonais de Kakuei Tanaka décrète l'état d'urgence et prend une série de mesures pour faire face aux conséquences du premier choc pétrolier.